# Okřínek
Okřínek je obec v okrese Nymburk ve Středočeském kraji. Leží asi šest kilometrů severovýchodně od města Poděbrady. Žije zde 202 obyvatel. Nachází se v polabské nížině osm kilometrů od Poděbrad směrem na Jičín.

## Historie
První písemná zmínka o obci pochází z roku 1790.

## Obyvatelstvo
| Rok            | 1869 | 1880 | 1890 | 1900 | 1910 | 1921 | 1930 | 1950 | 1961 | 1970 | 1980 | 1991 | 2001 | 2011 | 2021 |
| -------------- | ---- | ---- | ---- | ---- | ---- | ---- | ---- | ---- | ---- | ---- | ---- | ---- | ---- | ---- | ---- |
| Počet obyvatel | 394  | 461  | 512  | 490  | 448  | 468  | 475  | 340  | 309  | 303  | 238  | 176  | 146  | 152  | 191  |
| Počet domů     | 56   | 73   | 78   | 86   | 88   | 90   | 105  | 108  | 101  | 99   | 93   | 103  | 106  | 103  | 108  |

## Obecní správa

### Části obce
- Okřínek
- Srbce

Od 1. ledna 1988 do 31. prosince 1991 k obci patřily i Senice.

### Územněsprávní začlenění
Dějiny územněsprávního začleňování zahrnují období od roku 1850 do současnosti. V chronologickém přehledu je uvedena územně administrativní příslušnost obce v roce, kdy ke změně došlo:
- 1850 země česká, kraj Jičín, politický i soudní okres Poděbrady, obec Pátek[7]
- 1855 země česká, kraj Čáslav, soudní okres Poděbrady, obec Pátek
- 1868 země česká, politický i soudní okres Poděbrady, obec Pátek
- 1928 země česká, politický i soudní okres Poděbrady[6]
- 1939 země česká, Oberlandrat Kolín, politický i soudní okres Poděbrady[8]
- 1942 země česká, Oberlandrat Hradec Králové, politický okres Nymburk, soudní okres Poděbrady[9]
- 1945 země česká, správní i soudní okres Poděbrady[10]
- 1949 Pražský kraj, okres Poděbrady[11]
- 1960 Středočeský kraj, okres Nymburk
- 2003 Středočeský kraj, okres Nymburk, obec s rozšířenou působností Poděbrady

## Doprava
Dopravní síť
- Pozemní komunikace – Obcí Okřínek prochází silnice I/32 Libice nad Cidlinou – Jičín. Z obce Okřínek odbočuje silnice č. III/3241 směrem na Srbce, Vrbice, Podmoky a Velenice. Obcí Srbce prochází silnice č. III/3241 Okřínek – Velenice. V obci Srbce odbočuje silnice č. III/3242 do obce Vlkov pod Oškobrhem, která se v zimních měsících neudržuje.
- Železnice – Železniční trať ani stanice na území obce nejsou.

Veřejná doprava 2025
- Autobusová doprava – V obci měly zastávky autobusové linky 541 v trase Nymburk, hl. nádr. - Budiměřice - Netřebice - Úmyslovice - Senice - Okřínek,prodejna - Vrbice,U Váhy - Podmoky,U Kovárny - Městec Králové,nám. - Běrunice - Kněžičky - Dlouhopolsko, dále linka 542 v trase Poděbrady, žel. st. - Choťánky,Vystrkov - Okřínek, hl. sil. - Senice - Okřínek, prodejna - Vrbice,U Váhy - Podmoky, ObÚ - Velenice - Číněves - Dymokury - Rožďalovice,Ledečky - Křinec, Nové Zámky - Rožďalovice, nám. a také k prosinci 2024 čerstvě zřízená linka 585 zajišťující mezikrajové spojení v trase Poděbrady, žel. st. - Choťánky, Vystrkov - Okřínek, hl.sil. - Senice - Číněves - Dymokury - Budčeves - Kopidlno, nám. - Vršce, ObÚ - Jičíněves, hostinec - Staré Místo - Jičín, aut. st.

## Společnost
V roce 2007 začalo v obci působit Občanské sdružení Okřínek a Srbce (OSOS) snažící se o renesanci této kdysi střediskové obce.